# Worship Music
A Worship Music az Anthrax amerikai thrash metal együttes 2011 szeptemberében megjelent tizedik nagylemeze, melyet Európában a Nuclear Blast, míg Észak-Amerikában a Megaforce Records adott ki. Az album a 12. helyen került fel a Billboard 200-as lemezeladási listára, ami 1993 óta a legjobb eredménye volt egy új Anthrax-albumnak. Az 1990-es Persistence of Time óta ezen a lemezen szerepelt először újra Joey Belladonna énekes. Az album I'm Alive című dalát Grammy-díjra jelölték a "Best Metal Performance" kategóriában.

## Története
Az Anthrax nyolc év után jelentkezett új stúdióalbummal, ami az addigi legnagyobb szünet volt két lemezmegjelenés között. A lemez felvételei még 2008 novemberében kezdődtek. 2009 májusában a hangszeres- és éneksávok rögzítése után már a keverési munkálatok zajlottak. Az Anthrax énekese ekkor még Dan Nelson volt, aki két évvel korábban csatlakozott az zenekarhoz, ám 2009 júliusában az együttes és Nelson útjai elváltak. Az album kiadását az Anthrax bizonytalan időre elhalasztotta, amíg megtalálják az új énekest és újra rögzítik vele a dalokat.
Először John Busht hívták vissza, aki 1992 és 2005 között volt az Anthrax frontembere. Bush több koncerten is fellépett ezután az együttessel és néhány dalt újra is énekelt a lemezhez, de végül úgy döntött, hogy nem vállalja a megbízást. Időközben az Anthrax felkérést kapott, hogy a Sonisphere fesztivál keretében 2010-ben vegyenek részt a Metallica, a Megadeth és a Slayer társaságában a "Big 4" koncerteken. Joey Belladonna, az együttes klasszikus felállásának énekese elvállalta a koncerteket, sőt közel 20 év után újra teljes jogú tagként csatlakozott az Anthraxhez. A nyári koncertek után az együttes ismét stúdióba vonult. Átnézték a már felvett anyagot, néhány részt módosítottak, új dalokat is írtak, Belladonna pedig újból felénekelte a lemezt. Az album végül 2011 szeptemberében jelent meg és mind a rajongók, mind a kritikusok részéről pozitív fogadtatásban részesült.

## Az album dalai
Az összes szám szerzője az Anthrax, kivéve New Noise, ami a Refused együttes dala. 
Dan Nelson társszerző a következő dalokban: 2, 3, 4, 5, 8, 11, 12, 13. 
| #   | Cím                                                               | Hossz |
| --- | ----------------------------------------------------------------- | ----- |
| 1.  | Worship (instrumentális)                                          | 1:40  |
| 2.  | Earth on Hell                                                     | 3:10  |
| 3.  | The Devil You Know                                                | 4:46  |
| 4.  | Fight 'Em 'Til You Can't                                          | 5:48  |
| 5.  | I'm Alive                                                         | 5:36  |
| 6.  | Hymn 1 (instrumentális)                                           | 0:38  |
| 7.  | In the End                                                        | 6:48  |
| 8.  | The Giant                                                         | 3:46  |
| 9.  | Hymn 2 (instrumentális)                                           | 0:44  |
| 10. | Judas Priest                                                      | 6:24  |
| 11. | Crawl                                                             | 5:28  |
| 12. | The Constant                                                      | 5:01  |
| 13. | Revolution Screams                                                | 6:10  |
| 14. | New Noise (Refused-feldolgozás; rejtett szám; 11:08-nál kezdődik) | 4:46  |

## Közreműködők
- Joey Belladonna – ének
- Rob Caggiano – szólógitár
- Scott Ian – ritmusgitár, háttérvokál
- Frank Bello – basszusgitár, háttérvokál
- Charlie Benante – dobok, gitár, akusztikus gitár

## Fordítás
- Ez a szócikk részben vagy egészben  a   Worship Music (album) című angol Wikipédia-szócikk fordításán alapul.  Az eredeti cikk szerkesztőit annak laptörténete sorolja fel. Ez a jelzés csupán a megfogalmazás eredetét és a szerzői jogokat jelzi, nem szolgál a cikkben szereplő információk forrásmegjelöléseként.